# Градище (Железнец)
Вижте пояснителната страница за други значения на Градище.
Градище (на македонска литературна норма: Градиште) е антично и средновековно укрепено селище в областта Демир Хисар, Република Македония.
Градище е дълъг, тесен рид, разположен югозападно над селото Железнец, над устието на Кушница в Църна. Висок е 130 m (847 m надморска височина), има стръмни страни и заравнен връх. В склоновете южно от него има многобройни антични и средновековни железни рудници.
На върха през елинистическата епоха е изградено укрепено селище – открити са македонски монети от IV – I век пр. Хр. В късната античност е изградена крепостна стена с хоросан, обграждаща 4 ha. Акрополът е в югоизточната част и е тересасиран със следи от къщи и други сгради. Подградието (Долният град) е северозападно от крепостта. То е оградено със стена и отделено от акропола с ров. При разкопките са открити късноантична керамика, монети от края на IV – VI век, малки ковани железни предмети, инструменти и желязна сгур.
Крепостта е обновена в късното средновековие, но Долният град остава неукрепен. Градчето е заемало повърхностот 2,8 ha. Цялостно е обновен западният зид и е изграден малък акропол в северозападния ъгъл. Сравнително добре са запазени една челна, една кръгла и една полукръгла кура, както и централната кула донжон от XIII – XIV век. Открити са и много монети – латински имитации, на Андроник II Палеолог, венециански от XIV век, испански от XVI век.
Градчето в XIII – XIV век е регионално средище. Споменато е като Сидирокастрон във връзка с войната между Андроник III Палеолог и Сърбия в 1329 – 1330 година около рудоносните региони Демир Хисар и Дебрица. По-късно в XIV век при Стефан Дечански и Стефан Душан е споменато като град Железнец.